# Урей 3-й
Урей 3-й — село, центр Урейского сельского поселения в Темниковском районе Мордовии (Россия).

## География
Урей 3-й расположен на одноимённой реке Урей (у истоков — Урейка), которая северо-западнее села впадает в Мокшу. Основная часть населённого пункта находится на левом берегу. На правом берегу, напротив села, расположились деревня Чекаевка и село Старая Ямская Слобода. Окрестности безлесные, без больших перепадов высот.
Село находится вдали от крупных автодорог. Расстояние по прямой до районного центра города Темников — 20 км, до ближайшей железнодорожной станции Первомайск-Горьковский в городе Первомайск Нижегородской области — 34,5 км.

## История
Название села — гидроним, по имени реки, на которой стоит населённый пункт. Первоначально село Урей не имело порядкового номера в названии. Возникло село не позднее XVII века и входило во владения татарского княжеского рода Девлеткильдеевых, по некоторым сведениям, принявшего православное крещение (Девлеткильдеевы были жалованы поместьями в XVI веке).
По состоянию на 1864 год, Урей — село казённое и владельческое из 197 дворов (1 373 жителя). В нём имелись 2 церкви: каменная, посвящённая Тихвинской иконе Божией Матери с приделом в честь преподобного Сергия Радонежского 1765 года постройки в стиле барокко и деревянная, построенная в 1784 году, в честь Николая Чудотворца с приделом во имя великомученика Георгия Победоносца и великомученицы Параскевы. В 1913 году в селе было 208 дворов (1 083 жителя). Из хозяйственных объектов имелись ветряная мельница, кузница, 2 маслобойки и 5 лавок.
Село Урей, будучи достаточно крупным, имело выселки. В 1933 году в целях упорядочения названий населённых пунктов Мордовии выселки, находившиеся на территории современного Ельниковского района, стали называться Урей 1-й и Урей 2-й (ныне существует лишь деревня Урей 1-й в составе Большеуркатского сельского поселения Ельниковского района), а село Урей стало именоваться Урей 3-й.
В начале 1930-х годов создан колхоз «Коммунар», в позднесоветские годы переименованный в колхоз имени XXIV-го съезда КПСС. С 1996 года на его базе работает СХПК «Урейский»; ныне же это ООО «Подсобное хозяйство». В плане развития социальной инфраструктуры село получило среднюю школу, библиотеку, медпункт, Дом культуры, отделение связи, магазин.
За годы Великой Отечественной войны из Урея было призвано 486 человек, из них не вернулось — 323 человека. Их имена увековечены на обелиске, установленном в центре села.
С 1999 года ведётся восстановление барочной Тихвинской церкви (деревянная Никольская церковь не сохранилась). Выстроена заново колокольня, приделы восстанавливаемой церкви посвящены Святителю Николаю и преподобному Серафиму Саровскому. Сама церковь имеет статус памятника истории и архитектуры федерального значения.

## Население
| 2002 | 2010 |
| ---- | ---- |
| 501  | ↘416 |

По данным переписи 2002 года, в селе проживало 225 мужчин и 276 женщин, 94 % населения составляли русские..

## Инфраструктура
- Культурно-досуговый центр «Урейский»[7]
- Урейская средняя общеобразовательная школа[8]

## Известные уроженцы
- Пшеничников, Николай Андреевич — Герой Советского Союза, уроженец села Урей
- Тараканов, Николай Сергеевич — Герой Советского Союза, уроженец села Урей